# José de Iturrigaray

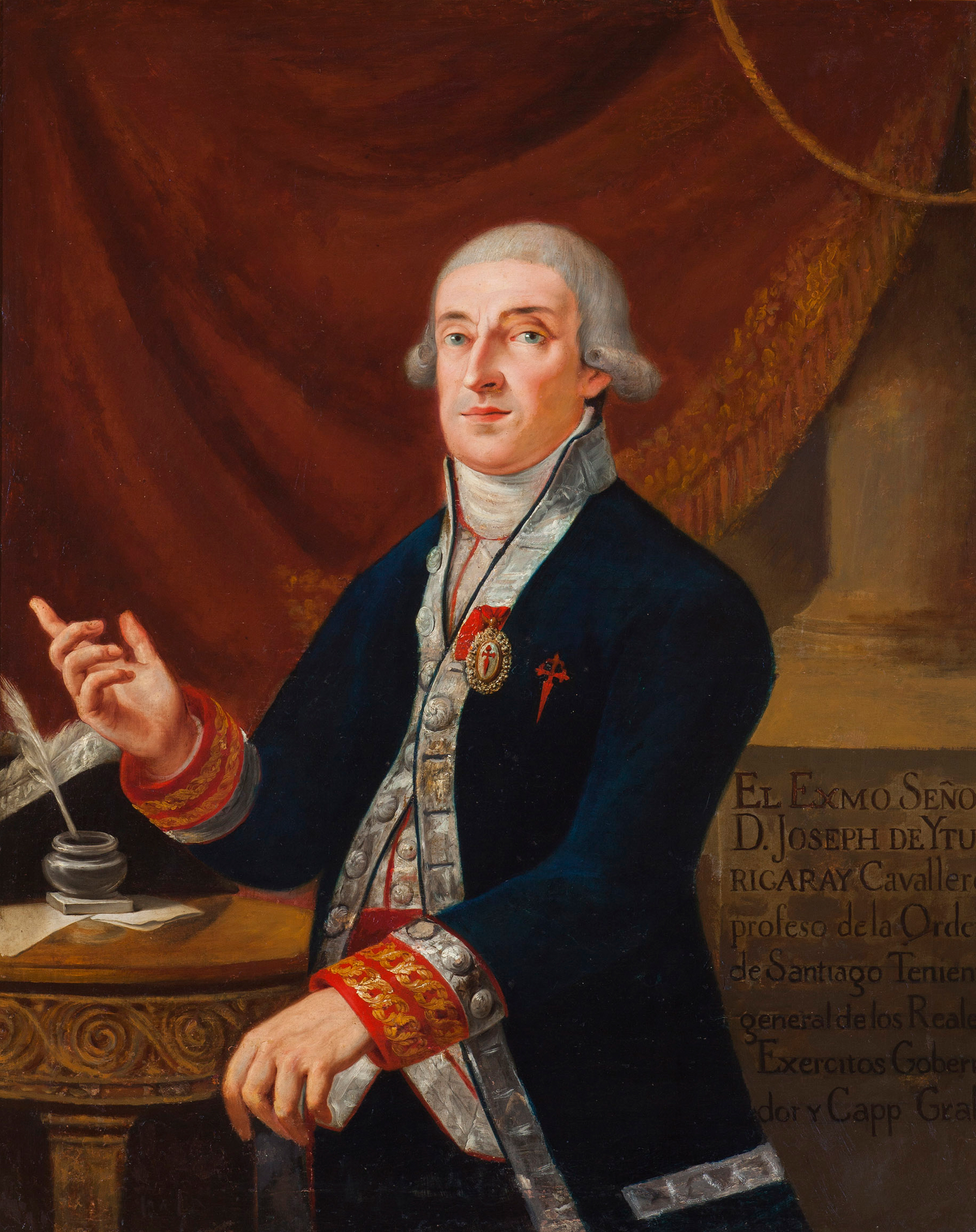
José de Iturrigaray

José Joaquín Vicente de Iturrigaray y Aróstegui (* 27. Juni 1742 in Cádiz, Spanien (nach anderen Quellen: in Navarra); † September 1814 (nach anderen Quellen: Dezember 1815) in Madrid, Spanien) war ein spanischer Offizier und Kolonialverwalter, der als Vizekönig von Neuspanien amtierte.

## Leben

### Familie, Ausbildung und Militärkarriere
Iturrigaray kam als Sohn einer wohlhabenden Kaufmannsfamilie aus Navarra zur Welt. Seine Eltern waren José de Iturrigaray und María Manuela de Aróstegui. José wählte die Militärkarriere und trat siebzehnjährig als Kadett der Infanterie in den Heeresdienst. 1762 nahm er am Feldzug der Spanier gegen Portugal (Guerra Fantástica) im Rahmen des Siebenjährigen Krieges teil und wurde zum Leutnant befördert.
1777 ernannte man ihn zum Hauptmann der königlichen Carabineros. 1789 erreichte er den Rang eines Brigadegenerals. Im Ersten Koalitionskrieg gegen das revolutionäre Frankreich wurde er zum Feldmarschall erhoben, 1795 erfolgte die Ernennung als Generalleutnant. Im Orangen-Krieg 1801 gegen Portugal nahm er als Befehlshaber des andalusischen Heeres teil.

### Politische Karriere
Durch die Freundschaft mit Manuel de Godoy, der Spaniens Außen- und Kriegspolitik jener Zeit entscheidend prägte, wurde er zum Schritt in die Politik ermuntert. Er amtierte kurzzeitig als Generalkapitän von Andalusien und als Gouverneur von Cádiz.

### Amtszeit als Vizekönig von Neuspanien
Der Rücktrittswunsch des neuspanischen Vizekönigs Félix Berenguer de Marquina wurde im Juli 1802 angenommen. Auf Betreiben von Manuel de Godoy wurde sehr schnell José de Iturrigaray als Nachfolger bestimmt; schon Ende August 1812 machte er sich mit einem großen Gefolge aus Familie und Bediensteten sowie reichlich Gepäck auf die Reise nach Mexiko. Ein Teil des Gepäcks enthielt offenbar nicht nur persönliche Gebrauchsgegenstände der Familie, sondern Handelswaren, die Iturrigaray auf eigene Rechnung in die Kolonie schmuggelte.
Er erreichte Anfang Januar die Hauptstadt Mexiko-Stadt, übernahm die Amtsgeschäfte von seinem Vorgänger und hielt feierlich den traditionellen Einzug.
Als Iturrigaray seine Amtszeit begann, besuchte der deutsche Forschungsreisende Alexander von Humboldt Mexiko und hielt sich 1803 für neun Monate in Mexiko-Stadt auf. Seine Erkundungen über das Minenwesen in Guanajuato wurden durch den Vizekönig nach Kräften gefördert. Iturrigaray reiste ebenfalls nach Guanajuato, was dort für einiges Aufsehen sorgte.
Während Iturrigarays Amtszeit wurde die Pockenimpfung eingeführt, die Straße nach Veracruz ausgebaut und das Entwässerungssystem für das Tal von Mexiko weiterentwickelt. Der Vizekönig legte Wert auf Unterhaltung und ließ in Mexiko Hofbälle nach dem Vorbild des Madrider Hofes abhalten. Für das Volk ließ er Stier- und Hahnenkämpfe veranstalten, die sein Vorgänger verboten hatte.
Außenpolitisch versuchte er, wie seine Vorgänger, die dünn besiedelten und schlecht zu sichernden Nordprovinzen so gut es ging gegen Infiltration durch angloamerikanische Siedler und Abenteurer zu schützen.
Auch die Häfen von Veracruz und Havanna wurden zum Schutz vor britischen Angriffen verbessert. Mit dem erneuten Krieg gegen England ab 1805 befand sich die Kolonie im Verteidigungszustand, und das Ziel war, die klamme spanische Staatskasse mit Kontributionen zu entlasten. Vizekönig Iturrigaray beendete die Steuerfreiheit des Klerus, was zu heftigen Protesten der Kirche – etwa vertreten durch den Bischof von Michoacán, Manuel Abad y Queipo – führte.

### Umbruch in Europa, Einmarsch Napoleons in Spanien
Durch den Aufstieg von Napoleon Bonaparte kam es im Mutterland Spanien zu bedeutenden Verwerfungen. Ab Anfang 1808 hielten die Franzosen strategisch wichtige Punkte in Spanien besetzt. König Karl IV. hatte zugunsten seines Sohnes Ferdinand VII. abgedankt, dieser wurde aber faktisch im Exil auf Schloss Valençay gefangen gehalten. Napoleon rief seinen Bruder Joseph Bonaparte zum spanischen König aus.
Viele Spanier reagierten mit Widerstand, der auch militärisch wirkte. Die Spanier setzten dem stehenden Heer Napoleons viele Hinterhalte und Scharmützel zu, ohne die große militärische Auseinandersetzung auf dem offenen Schlachtfeld zu suchen. Diese Taktik der Nadelstiche nannten sie Guerilla.
Die politische Vertretung der Spanier, die zu Ferdinand hielten, übernahm die Junta Suprema Central, zunächst in Madrid, später in Sevilla und in Cádiz. Ab 1810 übernahmen die Cortes von Cádiz die legislative Funktion. Die Exekutive (Regencia) beschränkte sich weitgehend auf die Kriegsführung gemeinsam mit England und Portugal gegen die Bonapartisten.

### Reaktion in Neuspanien
Die Nachrichten vom Aufstand von Aranjuez, den Sturz von Manuel Godoy und von der Abdankung des Königs erreichten Neuspanien Mitte Mai 1808. Sie führten zu einem tiefen Riss durch die Kolonie, der sich an der Frage festmachte, mit welcher Legitimation und in welcher Form Mexiko regiert werden sollte, wenn das Mutterland Spanien nicht in der Lage war, seine Kolonien wie gewohnt zu steuern.
Auf der einen Seite standen die Peninsulares, die im Mutterland geborenen Spanier, vertreten durch die Juristen der Real Audiencia von Mexico; sie beharrten auf der Fortführung der bisherigen Ordnung und zählten auf eine baldige Rückkehr Ferdinands auf den Thron. In der Zwischenzeit hatten nach ihrer Vorstellung die Kolonien abzuwarten.
Auf der anderen Seite fanden sich die Criollos (Kreolen), die in Amerika zur Welt gekommene Oberschicht, im Vizekönigreich prominent vertreten durch den Magistrat (Ayuntamiento) von Mexiko-Stadt. Die Kreolen sahen im Aufstand, der sich im Mutterland bildete, ein Vorbild dafür, auch in Mexiko mehr lokale Selbstbestimmung und Unabhängigkeit zu erreichen.
Die Bandbreite der Meinungen war groß: Sie reichte von Pragmatikern, die nur eine kurzzeitige Übergangslösung anstrebten, um die öffentliche Ordnung aufrechtzuerhalten, bis zu entschiedenen Vertretern von Volkssouveränität und Unabhängigkeit nach dem Vorbild der Vereinigten Staaten.
Für den 9. August rief der Vizekönig alle Honoratioren der Hauptstadt zu einer beratenden Versammlung. Die Kreolen vertraten die Auffassung, dass die königlich spanische Herrschaft nicht handlungsfähig sei und daher das Volk in Neuspanien sich selbst organisieren müsse und eine eigene Gesetzgebung anzustoßen sei. Diese Position wurde von den Vertretern der Audiencia zurückgewiesen, Neuspanien sei eine Kolonie und ohne Mutterland nicht handlungsberechtigt, sondern unterliege unverändert den Entscheidungen von König Ferdinand. Eine politisch tragfähige Einigung konnte nicht erzielt werden.
Die Lage wurde komplizierter, als Mitte August zwei Vertreter der Junta von Sevilla nach Neuspanien kamen: Manuel Francisco Jáuregui und Juan Jabat verlangten, Neuspanien habe der Junta als legitimer Vertretung des legitimen Königs zu folgen. Wenig später traf ein Brief mit gleichlautender Forderung von der Junta von Asturien aus London ein, wo der einstige Ministerpräsident Pedro Ceballos Guerra eine Art Exilregierung aufbaute und publizistisch die Sache Ferdinands gegen Bonaparte vertrat.
Für die Audiencia waren die widersprüchlichen Vorgaben der Juntas ein klares Zeichen dafür, keinem von beiden nachzugeben, sondern auf direkte Order des Königs zu warten. Die radikaleren Kreolen hingegen sahen das Signal, keinen Befehlen aus Europa mehr zu folgen, sondern die Regierung Mexikos selbst in die Hand zu nehmen.
Vizekönig Iturrigaray neigte der kreolischen Seite zu und befürwortete die Bildung einer Junta vor Ort, die unter seiner Oberherrschaft die Regierung führen sollte.

### Staatsstreich und Absetzung
Die Peninsulares reagierten am 15. September 1808 mit einem Staatsstreich. Unter Führung des Kaufmanns Gabriel de Yermo drangen mehrere hundert Bewaffnete in den Palast des Vizekönigs ein und nahmen ihn und seine Familie gefangen. Während seine Familie ins Kloster San Bernardo gebracht wurde, überführte man Iturrigaray in das Gefängnis der Inquisition. Die Verschwörer erklärten den Vizekönig für abgesetzt und benannten an seiner statt den Feldmarschall Pedro de Garibay als Nachfolger.
In einer Sonderausgabe der Gazeta vom 17. September veröffentlichten Erzbischof Francisco Javier de Lizana y Beaumont und die Oidores der Audiencia einen Artikel, dass Iturrigaray aus Gründen der Sicherheit und der öffentlichen Ordnung gefangen sei. Auch die Wortführer der Kreolen, Primo Verdad, Juan Francisco Azcárate, Melchor de Talamantes und José María Beristáin wurden festgesetzt und eingesperrt.
Die Audiencia erhob Klage gegen Iturrigaray; der Prozess sollte in Spanien in Cádiz stattfinden. Der abgesetzte Vizekönig wurde nach Europa gebracht, wo er im Februar 1809 ankam. Im Februar 1810 entschied das Exekutivorgan der Cortes von Cádiz, die Regencia, dass er mit seiner Familie in Spanien frei leben dürfe und seinen regulären Militärsold erhalten solle; auch seine konfiszierten Güter seien ihm zurückzugeben.
Der gegen Iturrigaray angestrengte Prozess ergab eine Verurteilung wegen Untreue, die allerdings durch eine Amnestie belanglos wurde. Die Beurteilung seiner Amtsführung (Juicio de Residencia) führte zu einer erheblichen Geldstrafe, die er nicht komplett beglichen hatte, als er Anfang September 1814 in Madrid starb.